# St Martin (Brackley)

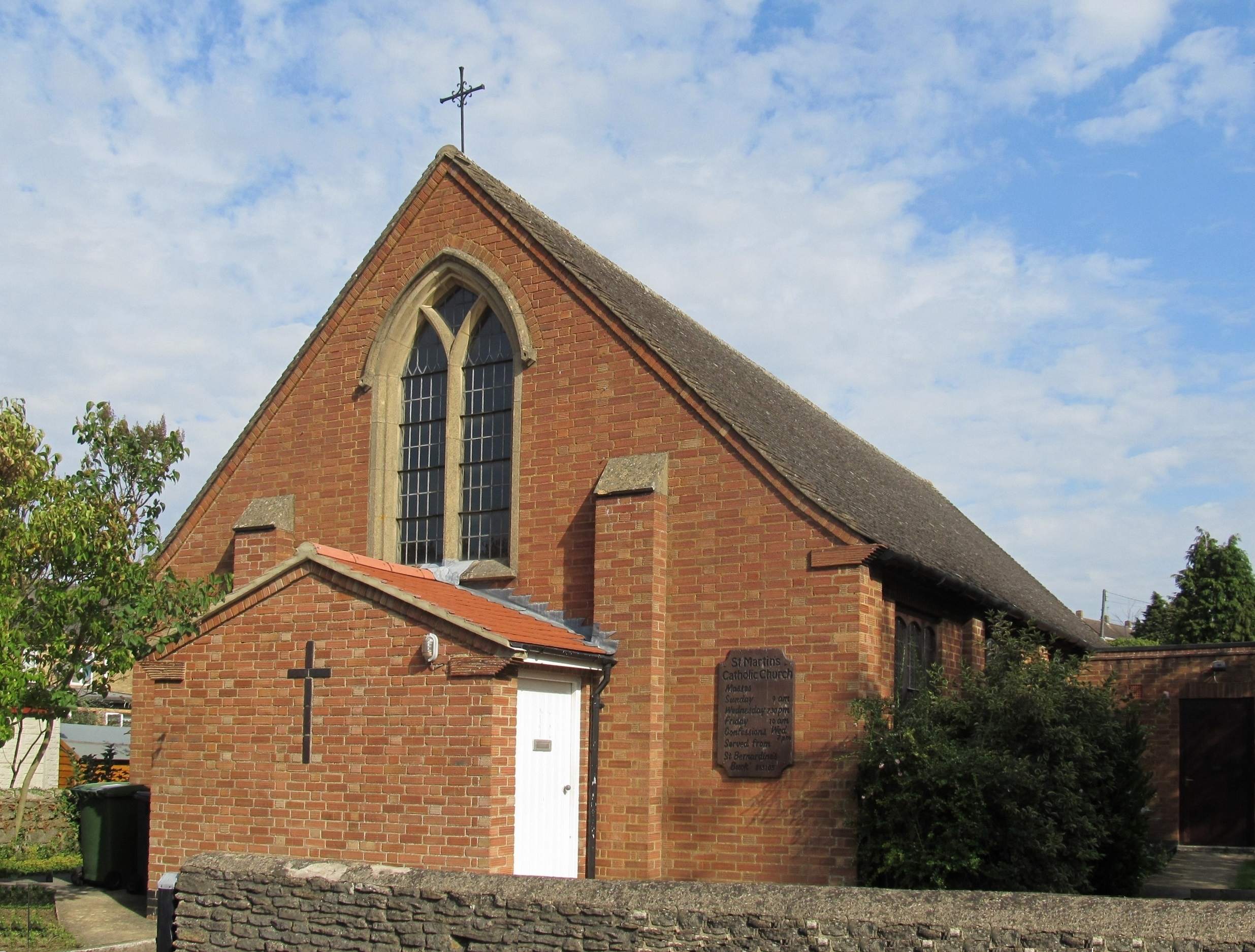
St Martin, Westseite

St Martin ist eine römisch-katholische Kirche in Brackley, England, die 1957 nach Plänen des Architekten John-Baptiste Sebastian Comper gebaut wurde. Sie ist dem Patronat des heiligen Martin von Tours anvertraut und gehört zum Bistum Northampton.

## Geschichte und Beschreibung
Die ersten katholischen Gottesdienste in Brackley wurden in einer Kapelle abgehalten, die Juliet Rush von Farthinghoe Lodge 1916 in ihrem Sommerhaus einrichtete. Später nutzte man ehemalige Ställe in Farthinghoe, danach die Women’s Institute Hall. In der Zeit nach dem Zweiten Weltkrieg wurde der Bau einer Kirche beschlossen. Ein Fonds wurde eingerichtet, wobei 500 Pfund aus dem Erbe von Juliet Rush stammten. Mit der Planung der 6000 Pfund teuren Kirche wurde John-Baptise Sebastian Comper beauftragt. Errichtet wurde das Gebäude von Simcock & Usher aus Northampton. Die Weihe erfolgte am 28. Juli 1957. Die Kirche wird von Buckingham aus betreut. Im Jahr 2011 wurde die Kirche modernisiert. Dabei wurde ein barrierefreier Zugang angelegt und für bequemere Sitzgelegenheiten gesorgt.
Das Gebäude wurde aus rosafarbenen Fletton-Ziegeln errichtet und mit Kunststeinverkleidungen geschmückt. Das Dach wurde mit Ziegeln gedeckt. Im Zentrum der giebelständigen Westfront findet sich ein Fenster mit Y-Maßwerk zwischen gestuften Strebepfeilern. Die originalen Metallfenster wurden durch Hartholzfenster mit Bleiverglasung ersetzt, vor den Eingang wurde schon früh ein Vorbau gesetzt, den Comper nicht vorgesehen hatte.
Zwei polychrome Statuen – eine Jungfrau Maria mit Jesuskind und ein Jesus – stehen in den Ecken des Kirchenraums, der durch fünf Joche gegliedert ist. Diese Statuen stammen vom europäischen Kontinent. Die Wände des Kirchenschiffs sich mit Kreuzwegstationen aus silbernem Metall geschmückt. Am westlichen Ende der Kirche befindet sich eine quadratische Tafel mit einer Darstellung des Heiligen Martin in Gestalt eines Flachreliefs.